# 1918 en Géorgie
Chronologie de la Géorgie
- 1914
- 1915
- 1916
- 1917
- 1918
- 1919
- 1920
- 1921
- 1922

Cette page recense des événements qui se sont produits durant l'année 1918 en Géorgie.

Blason de la République démocratique de Géorgie

## Évènements
- Décès de Georges Chervachidzé, prince d'Abkhazie, ancien gouverneur de Tiflis (1889-1897) nommé par le tsar Alexandre III.
- Naissance de l'écrivain Terenti Kipiani[1].

### Janvier
- 9 janvier
  - Naissance du peintre Ivané Askourava (décédé en 2002)[2].
- 26 janvier
  - Création de l'Université de Tiflis (Université d'État de Tbilissi Ivané Javakhichvili)[3].

### Février
- Rébellion ossète dans la région de Tskhinvali (district de Gori) : assassinats ciblés de dignitaires géorgiens, ville sous contrôle des rebelles durant 4 jours, intervention militaire géorgienne (Garde populaire)[4].
- 10 février
  - Première réunion à Tiflis de l'Assemblée parlementaire transcaucasienne, dite Sejm, couvrant les territoires arménien, azerbaïdjanais et géorgien, composée des députés élus en Transcaucasie lors des élections de l'Assemblée constituante russe de novembre 1917, opposés au coup d'État bolchévique d'octobre 1917 à Petrograd[5].
  - Élection de Nicolas Tcheidze à la présidence de la Sejm[6].
  - Reconduction d'Evguéni Guéguétchkori à la présidence de l'exécutif transcaucasien (gouvernement)[7].
- 12 février
  - Avancée de l'armée ottomane sur le front d'Asie mineure (Général Enver Pacha), reprise des territoires conquis à la faveur de la Première Guerre mondiale par l'armée de Nicolas II et retraite désordonnée des éléments russes[8].
- 17 février
  - Télégramme des autorités soviétiques russes (Lev Karakhan) à l'exécutif transcaucasien indiquant que les districts d'Ardahan, de Kars et de Batoumi sont cédés à l'Empire ottoman (Traités de Brest-Litovsk entre la Russie soviétique et l'Empire allemand)[9].

### Mars
- 7 mars
  - Vote d'un loi agraire à la Sejm, qui servira de base à la réforme agraire en Géorgie menée par Noé Khomériki[10].
- 11 mars
  - Naissance de la chanteuse Mariam Ardjevnichvili (décédée en 1958)
- 12 mars
  - Moscou devient la capitale de la Russie soviétique.
  - Naissance de la physicienne Tinatin Assatiani (décédée en 2011)[11].

### Avril
- 9 avril
  - Proclamation de la République démocratique fédérative de Transcaucasie par Nicolas Tchkhéidzé[12].
  - Décès du peintre Niko Pirosmani[13].
- 10 avril
  - Élection d'Akaki Tchenkéli à la présidence de l'exécutif trancaucasien[14].
- 15 avril
  - Entrée de l'armée ottomane à Batoumi, l'armée transcaucasienne ne peut résister (Généraux Ilia Odichelidze et Andranik Ozanian, 15 000 hommes)[8].

### Mai
- Constitution à l'ambassade de Suède, à Tiflis, d'une cellule technique allemande chargée de communiquer avec Berlin afin de faire avancer des négociations secrètes avec les candidats au pouvoir en Géorgie[15].
- 2 mai
  - Naissance de Pavlé Guilachvili, président du Soviet Suprême de la République socialiste soviétique de Géorgie du 26 janvier 1976 au 29 mars 1989 (décédé en 1994).
- 11 mai
  - Conférence à Batoumi entre Akaki Tchenkéli et le général Vekhib Pacha, avec exigences territoriales ottomanes supplémentaires (Akhaltsikhé, Akhalkalaki, Alexandropol)[16].
- 26 mai
  - Proclamation de la République démocratique de Géorgie par Noé Jordania, porte-parole du Conseil national géorgien[17],[18].
  - Élection de Noé Ramichvili à la présidence du gouvernement de la Géorgie[19].
- 28 mai
  - Convention de Poti entre la Géorgie et l'Empire allemand (Général von Lossof), jamais ratifiée, reconnaissant la République démocratique de Géorgie de facto, accordant des avantages économiques à Berlin et demandant aux troupes allemandes de contenir l'avancée ottomane sur le territoire géorgien (Général Friedrich Kress von Kressenstein)[20].

### Juin
- 4 juin
  - Signature entre la République démocratique de Géorgie — sous pression des armées turques se dirigeant vers Koutaïssi — et l'Empire ottoman d'un traité cédant aux autorités turques Akhalkali, Akhaltsikhé et Batoumi, outre les territoires perdus lors des traités de Brest-Litovsk[21].
- 8 juin
  - Débarquement à Poti d'un corps expéditionnaire allemand de 3 000 hommes (Général von Kressenstein) et déploiement le long de la partie géorgienne de la ligne de chemin de fer reliant Batoumi à Bakou, afin d'éviter toute incursion ottomane[22].
  - Entrée d'un contingent géorgien dans l'enclave arménienne de Lori afin de prévenir toute attaque ottomane.
- 18 juin
  - Arrivée à Tiflis d'éléments de la Légion géorgienne, constituée à Constantinople pour combattre aux côtés de l'Empire allemand, mais qui ne combattit pas[23].
- 27 juin
  - Assassinat du Patriarche Kirion II.

### Juillet
- 2 juillet
  - Vote parlementaire instituant une armée nationale géorgienne, composée de trois brigades d'infanterie, d'un corps de garde-côtes et de détachements techniques (automobilistes, aviateurs, opérateurs radio et télégraphe)[10] : le général Guiorgui Kvinitadzé en prend le commandement.
- 4 juillet
  - Mehmed VI accède au trône de l'Empire ottoman[24].
- 24 juillet
  - Élection de Noé Jordania à la présidence du gouvernement de la Géorgie.
- 26 juillet
  - Fin de la contre-attaque de l'armée nationale géorgienne (Général Général Mazniachvili) et reprise de Soukhoumi, Sotchi, Gagra et Touapsé, enjeux entre les armées de la Russie soviétique et de celles République du Kouban — dites blanches —, ainsi que de manifestations ethniques (Abkhazes)[25].

### Août
- Intervention de la Garde populaire géorgienne (Valiko Djoughéli) — formée à partir des milices populaires — dans la région de Tskhinvali, après des troubles ethniques (Ossètes) attribués à l'agitation bolchévique, et accusation d'exactions de la part du pouvoir central géorgien[26],[27].
- Entrée surprise à Bakou d'un contingent britannique venu de Perse.
- 28 août
  - Naissance de la peintre Nathela Iankochvili (décédée en 2002)[28].

### Septembre
- 15 septembre
  - Entrée de l'armée ottomane à Bakou et retraite du contingent britannique en Perse[29].
- 25 septembre
  - Conférence entre les représentants de la Géorgie et de la République du Kouban (Général Anton Dénikine) sur les questions d'incursions territoriales (Sotchi, Gagra)[30].

### Octobre
- 30 octobre
  - Signature d'une Convention entre la Grande-Bretagne et l'Empire ottoman donnant aux autorités militaires britanniques le contrôle des chemins de fer en Transcaucasie[31].

### Novembre
- Évacuation du corps expéditionnaire allemand du territoire géorgien.
- 11 novembre
  - Débarquement à Batoumi d'un corps expéditionnaire britannique de 30 000 hommes, déploiement sur la ligne de chemin de fer de Batoumi à Bakou et prise de contrôle des champs pétrolifères du Caucase[29].
- 28 novembre
  - Élection de l'Êveque Leonide Okropiridze comme Patriarche de l'Église orthodoxe de Géorgie.

### Décembre
- 5 décembre
  - Entrée d'un contingent arménien dans l'enclave de Lori et poursuite des combats afin de conquérir Bortchalo et Akhalkalaki en territoire géorgien[29].
- 25 décembre
  - Arrivée du contingent britannique à Tiflis[20].
- 29 décembre
- Défaite arménienne à Choulaveri et arbitrage britannique en faveur d'une souveraineté partagée arméno-géorgienne sur l'enclave de Lori[29].
- 30 décembre
  - Naissance de l'historien Guiorgui Melikichvili.